# Gene Simmons (àlbum)
Gene Simmons és un àlbum en directe de la banda Kiss publicat l'any 1978.

## Llista de cançons
1. Radioactive – 03:50
2. Burning Up With Fever – 04:19
3. See You Tonite – 02:30
4. Tunnel of Love – 03:49
5. True Confessions – 03:30
6. Living in Sin – 03:50
7. Always Near You/Nowhere to Hide – 04:12
8. Man of 1,000 Faces – 03:16
9. Mr. Make Believe – 04:00
10. See You in Your Dreams – 02:48
11. When You Wish upon a Star – 02:44